# The Code Project
Code Project — веб-сайт на английском языке, который содержит статьи, предназначенные в первую очередь для программистов, создающих приложения для операционных систем семейства Microsoft Windows. Материал для статей в большинстве своем создается самими пользователями, а не берется из внешних источников. Почти каждая статья сопровождается исходным текстом программы и примером, которые можно загрузить. На сайте используются системы рейтинга и комментариев, которые помогают отделять хорошие статьи от плохих.

## Категории статей
Статьи на сайте «Code Project» относятся к одной из следующих категорий:
- Прикладные программы
- Веб-приложения
- Корпоративные информационные системы
- Мультимедиа
- Базы данных
- Фреймворки, системы и библиотеки
- Языки программирования
- Общие вопросы программирования
- Графический дизайн
- Жизненный цикл программного обеспечения

## Языки программирования
Программы приведенные в статьях в основном написаны на одном из следующих языков программирования: Си/C++ (основной акцент сделан на использовании с Microsoft Foundation Classes), C#, Visual Basic, Java, ASP, AJAX, SQL.

## Создание статей
Как только пользователь зарегистрируется на веб-сайте «Code Project», он может создавать свои собственные статьи. Новая статья либо проходит через модерацию и редактирование, либо сразу публикуется имея статус неотредактированной статьи.

## Форум
На сайте существует довольно активный форум, который является подходящим ресурсом для решения сложных проблем разработки программного обеспечения.

## Похожие веб-сайты
Зарубежные
- CodeGuru
- CodeComments
- DevX
- Experts-Exchange
- Planet Source Code
- TheScripts
- VisualBuilder

Русские
- RSDN
- Sources.ru